# Días de Reyes Magos
Días de Reyes Magos es un libro del escritor español Emilio Pascual, publicado en 1999 y ganador del Premio Lazarillo en su edición de 1998 y Premio Nacional de literatura infantil y juvenil de 2000. En su edición actual, publicada en la editorial Anaya (ISBN 84-667-6339-4), la novela está ilustrada por Javier Serrano y editada por Toni Cassany, autor de su prólogo, apéndice y notas. Está recomendada para mayores de 14 años.

## Argumento
El libro trata de un adolescente que se llama Ulises y comienza narrando cómo a los 8 años descubre que los Reyes Magos no existen. A lo largo del libro Ulises va creciendo y nos va contando cómo descubre la literatura. 

## Personajes

### Uli: El protagonista
Uli es una persona que apenas tiene algún conocimiento literario, como la mayoría de adolescentes. Uli tiene una amiga, Cali, a la que él considera atractiva e inteligente. A medida que se va haciendo mayor, gracias a libros que le envían, las lecturas al ciego y los consejos de Cali, va aprendiendo más de literatura. Al leer tanto aprende muchas cosas nuevas lo que hace que sea más listo y que entienda a sus padres y las cosas que van sucediendo a su alrededor. En el libro se nota la evolución de Uli, ya que empieza contando como a los ocho años se enteró de que los Reyes Magos no existían, para pasar por un momento de crisis en la adolescencia y gracias a la literatura va madurando hasta entender la muerte de su padre a los diecisiete. Uli ejerce de narrador subjetivo, contándonos en primera persona todo lo que hace, describiéndonos todo lo que ve, y dando opiniones sobre lo que le ocurre a él y a la gente de su alrededor....

### Cali
Cali es una chica de pelo moreno, ojos negros que expresan todos sus sentimientos, su piel es fina y de un color algo moreno y tiene unas pecas que hacen aún más bella su piel. A la vez Cali es una persona amable que siempre escucha a todo el mundo, es muy inteligente, siempre sabe dar consejos a la gente. Durante la historia, Cali tiene un papel importante ya que es la que va guiando a Uli y le va dando consejos sobre lo que debe y lo que no debe hacer. Su padre es un dentista que nació en Francia y que se apellida Desqueyroux.

### El ciego
El ciego lleva una capa de peregrino con sus vieiras cosidas, un sombrero alado y que está sucio de polvo y de grasa. Tiene mal aspecto con barba con algunos mechones de color blanco, lleva gafas con los cristales oscuros y con protectores laterales. Cabeza rizada y segura de carácter clásico y arcaico. Tiene una voz áspera y no canta muy bien. El ciego es un gran amante de la literatura y también es una persona muy sabia con muchos conocimientos sobre la vida que le ha dado la lectura. Hace que Uli se interese más por la lectura y que lea muchos libros, lo que hace que se enriquezca de conocimientos. Durante la historia escucha cada día a Uli como lee, además siempre le habla sobre libros y sobre los libros que leyó de joven. El ciego se podría comparar con el ciego del Lazarillo de Tormes como guía y transmisor de conocimientos a su lázaro respectivo.

### Los padres
Los padres de Uli son el motor del cambio de Ulises debido a las continuas discusiones entre ellos. Pero bajo toda esta situación aún quedan sentimientos entre ellos pues al final del libro se puede observar como madre realmente sufre por la muerte de su marido. Los padres juegan un papel fundamental en esta educación "diferente" a su hijo para que descubra el poder del conocimiento y los libros.

## Libros y personajes a los que hace referencia
Polifemo: Polifemo es un personaje de la Odisea. Cuando Ulises vuelve a Ítaca recala en una isla. Como está hambriento, va a buscar comida y encuentra una cueva gigante llena de quesos. Ulises se lleva unos quesos pero llega Polifemo, el dueño de la isla, que es un gran cíclope. Al ver lo que ha hecho Ulises le encierra con una piedra que sólo él puede mover.
Para escapar, Ulises se ata a la barriga de un cordero y de esta forma Polifemo no logra ver como se escapa Ulises, cuando saca a sus ovejas. Ulises se ríe de Polifemo porque le ha conseguido engañar, pero como el padre de Polifemo es Poseidón, él le maldice y jura que no volverá a su casa.
Sherlock Holmes: Es un personaje creado por Sir Arthur Conan Doyle. Sherlock Holmes es un detective privado alto, delgado, de nariz aguileña, poco emocional, irónico, ingenioso e intelectualmente inquieto. No es muy ordenado en la rutina cotidiana, es muy habilidoso disfrazándose, fuma en pipa, toca el violín con maestría, es un experto apicultor, excelente boxeador, tiene un gran conocimiento científico en especial en química. Es el arquetipo de detective que soluciona casos de asesinato o robos que ni siquiera la policía es capaz de resolver gracias a la deducción, su gran capacidad de observación y a sus conocimientos en todos los campos. Vive en Baker Street en el número 221B. Su biógrafo, compañero y amigo se llama Dr. Watson.
Circe: Circe es un personaje de la Odisea. Vive en una mansión de piedra, rodeada de leones y lobos, que eran hombres que ella había convertido en animales. Cuando Ulises llegó a la isla de Eea mandó bajar a la mitad de la tripulación para explorar y él se quedó en el barco. La tripulación que bajó a la isla, fue invitada a una fiesta donde Circe les envenenó y les convirtió en cerdos. Ulises fue al rescate de sus compañeros pero en el camino fue detenido por el dios Hermes, que le regaló una hierba que necesitaría para protegerse de sufrir el mismo destino que sus compañeros. Cuando se encontró con Circe, no le pudo convertir en cerdo y no tuvo más remedio que devolver a la forma humana a sus compañeros de viaje. Circe tuvo en su isla a Ulises durante un año y tuvo un hijo con él al que llamaron Telégono.
Oliver Twist: Este libro narra la historia del pequeño Oliver Twist que es huérfano. Es criado en un orfanato, más tarde es empleado y maltratado en una funeraria que al escapar de ella se dirige a Londres y es reclutado por una banda de ladrones que él no sabe que lo son, los nombres de los de la banda son: Fagin, el jefe de la banda de delincuentes juveniles, el ladronzuelo Jack Dawkins, el asesino Sikes, la prostituta Nancy y el misterioso Monks, implacable perseguidor de Oliver. Esta banda de ladrones enseña a Oliver a robar a la gente de manera sigilosa. Para que aprenda a robar, los de la banda se ponen unas campanas en un bolsillo y Oliver se las quita sin que suenen, de esa manera saben que lo hace a la perfección. Oliver Twist es un relato que enseña la inocencia de los niños y que durante su camino encuentra diferentes protectores. Ahora las peripecias de Oliver Twist se han convertido en un mito. El libro fue publicado por primera vez en 1837 y su autor es Charles Dickens.
Hamlet: El príncipe Hamlet había perdido a su padre, rey Hamlet de Dinamarca. Su tío Claudio se había autoproclamado rey, llegando a la corona al casarse con la madre de Hamlet, la reina Gertrudis. Hamlet se encuentra con un fantasma que dice ser su padre. Este fantasma le dice que en realidad su verdadero asesino era el propio rey Claudio, el cual lo había envenenado. Más adelante, Hamlet busca la forma de que todos se enteren de quién mató a su padre, entonces contrata a unos actores para que hagan una obra de teatro. En una sala del castillo de Elsinore, Hamlet pone bajo el telón una obra de teatro en la que representa lo que el fantasma le dijo que ocurrió la tarde en que murió su padre. La reacción del rey ante la obra, termina de convencer a Hamlet de que lo que le dijo el fantasma era cierto. En una discusión con su madre, Hamlet mata accidentalmente a Polonio en un arrebato de ira pensando que este era Claudio. En un combate, Hamlet y el hijo de Polonio, Laertes, intercambian espadas, hiriéndose mutuamente de gravedad. La reina bebe un vino envenenado que era destinado a Hamlet, y muere. Hamlet por fin logra herir al rey, el asesino de su padre y lo obliga a beber del vino envenenado, y al instante muere. Posteriormente ya vengada la memoria de su padre, Hamlet bebe el vino envenenado y muere también. Hamlet es una tragedia de William Shakespeare escrita en 1602.
La Ilíada: La Ilíada es el poema más antiguo de la literatura occidental. Cuenta la ardua lucha de la Guerra de Troya. Comienza con la cólera de Aquiles, hijo de Peleo, contra Agamenón, jefe de la expedición griega, quien le exige la entrega de la esclava Briseida, lo que lleva a Aquiles a abandonar el combate. La muerte de Patroclo a manos del príncipe troyano Héctor hará que Aquiles vuelva a la lucha para vengar a su íntimo amigo. El poema finaliza con los funerales de Héctor, muerto por Aquiles, quien ha arrastrado el cadáver por la arena, sujeto a su carro, frente a las murallas de la ciudad. El vencedor devuelve el cuerpo de Héctor a Príamo, su padre y rey de Troya, cuando éste llega a la tienda del griego para reclamarlo, provocando el único momento de ternura en el relato, ya que Aquiles ve en el anciano la imagen de Peleo. El autor de este poema es Homero y fue escrito en el siglo VIII a. C.